# Oban
|  | Aquest article tracta sobre la localitat d'Escòcia. Vegeu-ne altres significats a «Oban (Nova Zelanda)». |

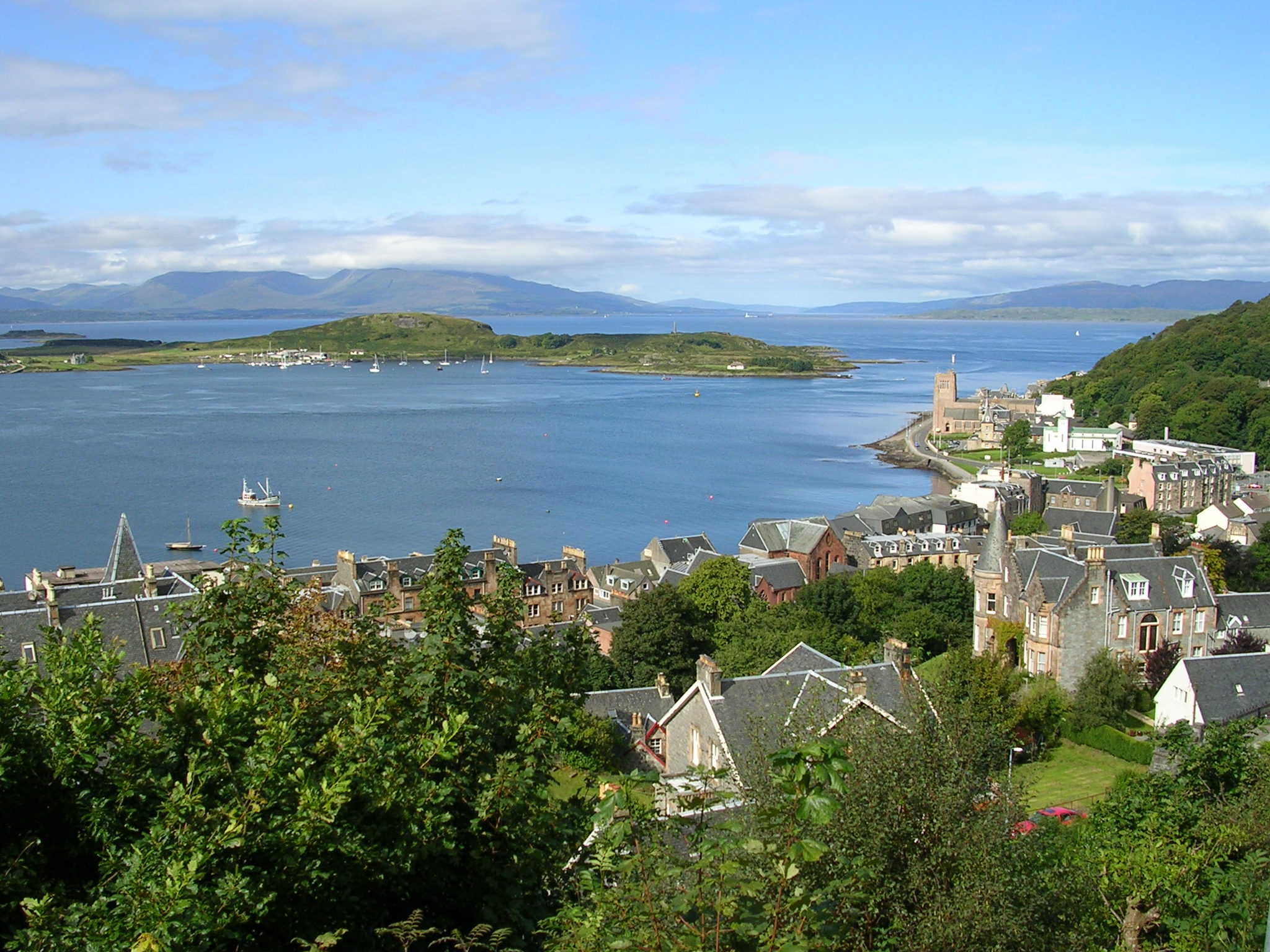
Oban.

Oban (en gaèlic escocès, An t-Òban que significa "La petita badia") és una localitat del Consell d'Argyll and Bute, Escòcia, Regne Unit, amb una població de 8.120 habitants segons el cens del Regne Unit de l'any 2001.
Malgrat la seva petita mida, és la ciutat més gran entre Helensburgh i Fort William i durant la temporada turística la ciutat pot arribar als 25.000 habitants. Oban ocupa un bonic assentament al fiord de Lorn. La badia d'Oban és una badia en forma de ferradura gairebé perfecta, protegida per l'illa de Kerrera; més enllà de Kerrera hi ha l'illa de Mull. Al nord hi ha la gran illa allargada de Lismore i les muntanyes de Morvern i Ardgour.